# 我家的女僕小姐
《我家的女僕小姐》是以四格漫畫形式創作的日本漫畫作品。發表於《月刊Comic Alive》2015年5月號至9月號，後來移至2015年8月27日創刊的《COMIC CUNE》雜誌發表，於2020年10月27日發售的《COMIC CUNE》2020年12月號發表最終回。單行本全7冊。ComicWalker網站也發表該漫畫。已經推出廣播劇CD。

## 登場角色
君嶋莎羅　配音：三上枝織
15歲打工女僕。住宿於孝臣家。
孝臣　配音：小林裕介
孝臣家3兄妹的次子。
亞美　配音：金元壽子
在孝臣家3兄妹中排行第三。7歲。
輝　配音：內田雄馬
19歲執事。
弘文　配音：田丸篤志
孝臣家3兄妹的長子。
橘梨乃　配音：高森奈津美
莎羅和孝臣的同學。家裡開咖啡店。
　配音：和多田美咲
莎羅、孝臣及梨乃的同學。

## 單行本
| 卷數 | KADOKAWA       | KADOKAWA               |
| 卷數 | 發售日期       | ISBN                   |
| ---- | -------------- | ---------------------- |
| 1    | 2016年1月27日  | ISBN 978-4-0406-8059-0 |
| 2    | 2016年8月27日  | ISBN 978-4-0406-8472-7 |
| 3    | 2017年2月27日  | ISBN 978-4-0406-9025-4 |
| 4    | 2017年12月27日 | ISBN 978-4-04-069562-4 |
| 5    | 2019年1月26日  | ISBN 978-4-04-065414-0 |
| 6    | 2019年11月27日 | ISBN 978-4-04-064216-1 |
| 7    | 2020年11月27日 | ISBN 978-4-04-680037-4 |

## 廣播劇CD
於2017年3月1日發售廣播劇CD。

## 外部連結
- 我家的女僕小姐 （页面存档备份，存于）於COMIC CUNE網站的內容（日語）
- 我家的女僕小姐 （页面存档备份，存于）於ComicWalker網站的內容（日語）